# Трайково
Трайково (болг. Трайково) — село в Болгарии. Находится в Монтанской области, входит в общину Лом. Население составляет 938 человек.

## Политическая ситуация
В местном кметстве Трайково, в состав которого входит Трайково, должность кмета (старосты) исполняет Румен Крумов Радевски (Граждане за европейское развитие Болгарии (ГЕРБ)) по результатам выборов правления кметства.
Кмет (мэр) общины Лом — Пенка Неделкова Пенкова (независимый) по результатам выборов в правление общины.